# Hinohara
Hinohara (檜原村 or 桧原村 Hinohara-mura) é uma aldeia japonesa localizada na porção ocidental de Tóquio. Em 10 de janeiro de 2018, a aldeia tinha uma população estimada em 2073 pessoas e a densidade populacional era de 19.67 pessoas por quilometro quadrado. A sua área total é de 105 quilômetros quadrados.